# Phoenicoprocta malapatagia
Phoenicoprocta malapatagia là một loài bướm đêm thuộc phân họ Arctiinae, họ Erebidae.